# کارل اندرسون

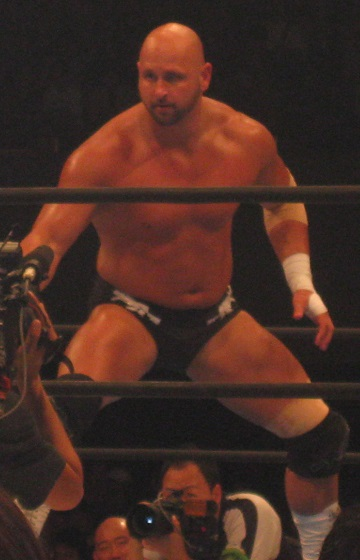
چاد آلگرا معروف به کارل اندرسون، کشتی‎‎ ‎گیر حرفه‎ای آمریکایی

چاد آلگرا (زاده ۱۸ ژانویه ۱۹۸۰)، معروف به کارل اندرسون، یک کشتی‌گیر حرفه ای آمریکایی است که در حال حاضر با Impact Wrestling کار می‌کند. او اخیراً مدتی را با WWE گذراند و در آنجا با شوی Raw به عنوان بخشی از The O.C رقابت کرد. اندرسون به خاطر کارش به عنوان یک متخصص تگ تیم مشهور است، به ویژه در (NewJapan Pro Wrestling (NJPW، جایی که او چهار بار قهرمان IWGP تگ تیم شده‌است.